# Bo Forssander
Bo Erik Örjan Forssander kallad Skackan, född den 2 augusti 1942 i Hässleholm, en svensk häcklöpare. Han utsågs 1961 till Stor grabb nummer 214 i friidrott. 
Han tävlade först för Skackans IF i Karlsborg men hade 1966 bytt klubb till Malmö AI. Säsongerna 1971 och 1972 tävlade han för Gävle GIK och Från 1973 för Västerås IK.

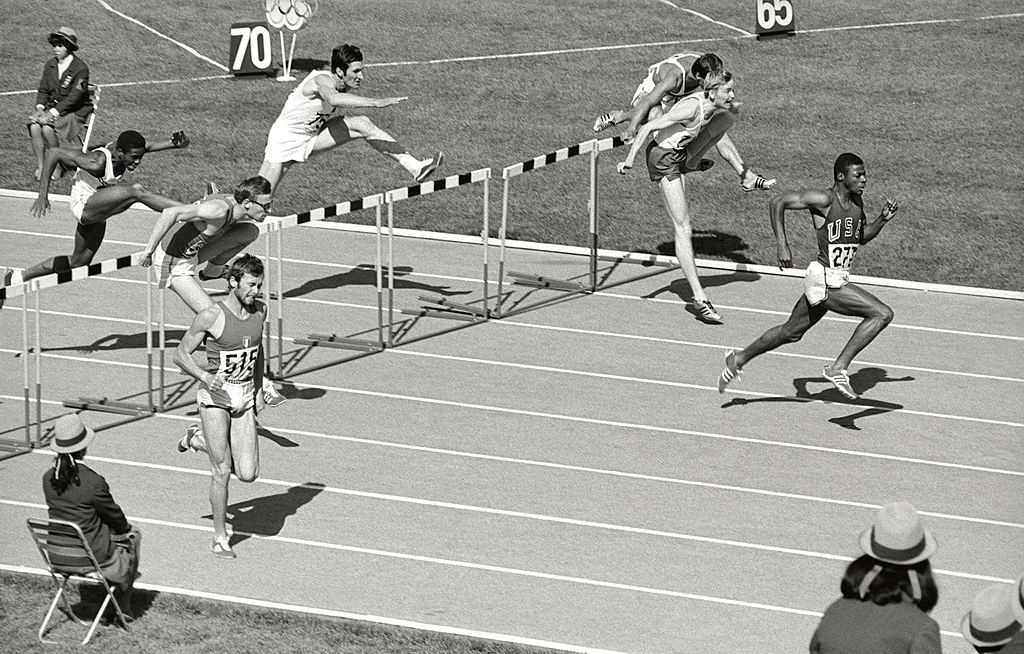

Bosse Forssander deltog i 110 meter häck i tre OS. 1964 i Tokyo slogs han ut i semifinalen (tid 14,2 s). 1968 i Mexiko kom han sexa i finalen med tiden 13,73 s (svenskt rekord). 1972 i München slogs han ut i försöken med tiden 14,56.. 
Vid EM i Budapest 1966 kom han åtta på 110 m häck. Han vann NM på 110 m häck 1961 och 1965. Vid SM tog han utomhus guld på 110 m häck åren 1960, 1961, 1963, 1964 samt 1967-1972 samt på 100 m 1967; inomhus tog han två SM-guld, 60 m slätt 1968 och 60 m häck 1972.
Forssander hade det svenska rekordet på 110 m häck åren 1964 till 1992.

## Personliga rekord
- 100 m: 10,7 s (Skövde 12 augusti 1967)[9]
- 200 m: 21,9 s (Växjö 18 augusti 1964)[10]
- 110 m häck, manuell tidtagning: 13,7 s (Malmö 12 augusti 1968)[11]
- 110 m häck, elektrisk tidtagning: 13,73 s (Mexico City, Mexiko 17 oktober 1968)[12]

### Fotnoter
1. ↑  World Athletics Database, World Athletics ID: 5829.[källa från Wikidata]
2. 1 2 3   Svenska Mästerskapen i friidrott 1896-2005. Trångsund: Erik Wiger/TextoGraf Förlag. 2006. ISBN 91-631-9065-6, sid 36
3. 1 2 3 4 5 6 7 8 9 10 11 12 13 14   Svenska Mästerskapen i friidrott 1896-2005. Trångsund: Erik Wiger/TextoGraf Förlag. 2006. ISBN 91-631-9065-6, sid 95
4. 1 2   Svenska Mästerskapen i friidrott 1896-2005. Trångsund: Erik Wiger/TextoGraf Förlag. 2006. ISBN 91-631-9065-6, sid 152
5. 1 2  SOK:s personsida (Bo Forssander)
6. ↑  friidrott.se:s Stora Grabbar-sida Arkiverad 31 mars 2016 hämtat från the Wayback Machine. Läst 2015-06-24
7. 1 2  Stora grabbars märke Läst 2015-06-24
8. 1 2  ”Swedish Athletic Page”. Arkiverad från originalet den 8 december 2007. https://web.archive.org/web/20071208031252/http://home.swipnet.se/~w-92028/. Läst 22 april 2008.
9. ↑   Sverigebästa genom tiderna i friidrott. Trångsund: Bengt Holmberg/TextoGraf Förlag. 2009. ISBN 978-91-977146-3-1, sid 35
10. ↑   Sverigebästa genom tiderna i friidrott. Trångsund: Bengt Holmberg/TextoGraf Förlag. 2009. ISBN 978-91-977146-3-1, sid 68
11. ↑   Sverigebästa genom tiderna i friidrott. Trångsund: Bengt Holmberg/TextoGraf Förlag. 2009. ISBN 978-91-977146-3-1, sid 178
12. ↑   Sverigebästa genom tiderna i friidrott. Trångsund: Bengt Holmberg/TextoGraf Förlag. 2009. ISBN 978-91-977146-3-1, sid 166